# Liborio Romano
Liborio Romano (Patù, 27 ottobre 1793 – Patù, 17 luglio 1867) è stato un politico italiano.

## Biografia

### Origini e formazione
Figlio primogenito di una nobile e antica famiglia, studiò dapprima a Lecce col patriota Francesco Bernardino Cicala e poi, giovanissimo, prese la laurea in giurisprudenza a Napoli (1819) e ottenne subito la cattedra di Diritto Civile e Commerciale all'Università partenopea. S'impegnò presto nella politica, frequentando ambienti carbonari e abbracciò quindi gli ideali del Risorgimento italiano, fu membro della Massoneria.
Nel 1820 prese parte ai moti per la costituzione, per cui venne destituito dall'insegnamento, imprigionato per un breve tempo e poi inviato prima al confino e poi in esilio all'estero. Nel 1848 tornò a Napoli e partecipò agli avvenimenti che condussero alla concessione della costituzione da parte del re Ferdinando II di Borbone. Ma il 15 maggio 1848, dopo la sanguinosa repressione a Napoli di moti liberali che avevano risentito di una certa improvvisazione, Romano fu nuovamente imprigionato. Egli chiese quindi al ministro di polizia la commutazione della pena della detenzione in quella dell'esilio. La sua richiesta venne accolta. Romano dovette perciò risiedere in Francia, (a Montpellier e poi a Parigi), dal 4 febbraio 1852 al 25 giugno 1854, dove conobbe e divenne amico di Guizot, Lamennais, Augustin Thierry, ecc. Rientrato a Napoli (1855) fu sorvegliato dalla polizia borbonica.

### L'attività politica nel Regno delle Due Sicilie
Nel 1860, mentre con la spedizione dei Mille si apriva la fase finale del regno delle Due Sicilie, re Francesco II fu costretto a firmare la Costituzione (25 giugno 1860) ed a creare un governo costituzionale guidato da Antonio Spinelli e costituito da liberali e conservatori moderati. Romano per la sua integrità morale fu nominato prefetto di Polizia (27 giugno 1860).
Il 14 luglio dello stesso anno il Romano divenne anche Ministro dell'interno e direttore di polizia.
In tale difficile fase, mentre l'Esercito meridionale cominciava a risalire la penisola, Romano iniziò a prendere contatti segreti con Camillo Benso conte di Cavour e con Giuseppe Garibaldi per favorire il passaggio del Mezzogiorno dai Borbone ai Savoia. Il contatto con Cavour (che lo considerava "la migliore testa del regno") avvenne tramite l’ambasciatore Sardo e l’ammiraglio Persano, dal quale cercava garanzie per una Unità d'Italia basata sulla Federazione di Stati guidata dalla monarchia costituzionale dei Savoia. In un incontro notturno con lo scrittore Alessandro Dumas lo incaricò di riferire a Garibaldi (giunto a Soveria in Calabria) che da una parte temeva un colpo di Stato reazionario ed una guerra civile che avrebbe trasformato Napoli in un cumulo di macerie, dall'altra che i cavouriani si impadronissero del potere e annettessero il Regno al Piemonte prima dell'arrivo di Garibaldi.
Fu lo stesso Liborio Romano a convincere il re Francesco II di Borbone a lasciare Napoli alla volta di Gaeta senza opporre resistenza, per evitare sommosse e perdite di vite umane. All'arrivo di Garibaldi a Salerno, il re (6 settembre 1860) lasciò Napoli, ed il giorno dopo, il 7 settembre 1860, Romano andò a ricevere Giuseppe Garibaldi, che giunse a Napoli senza scorta, direttamente in treno, senza che vi fosse alcun tipo di contrasto e accolto da festeggiamenti di piazza.

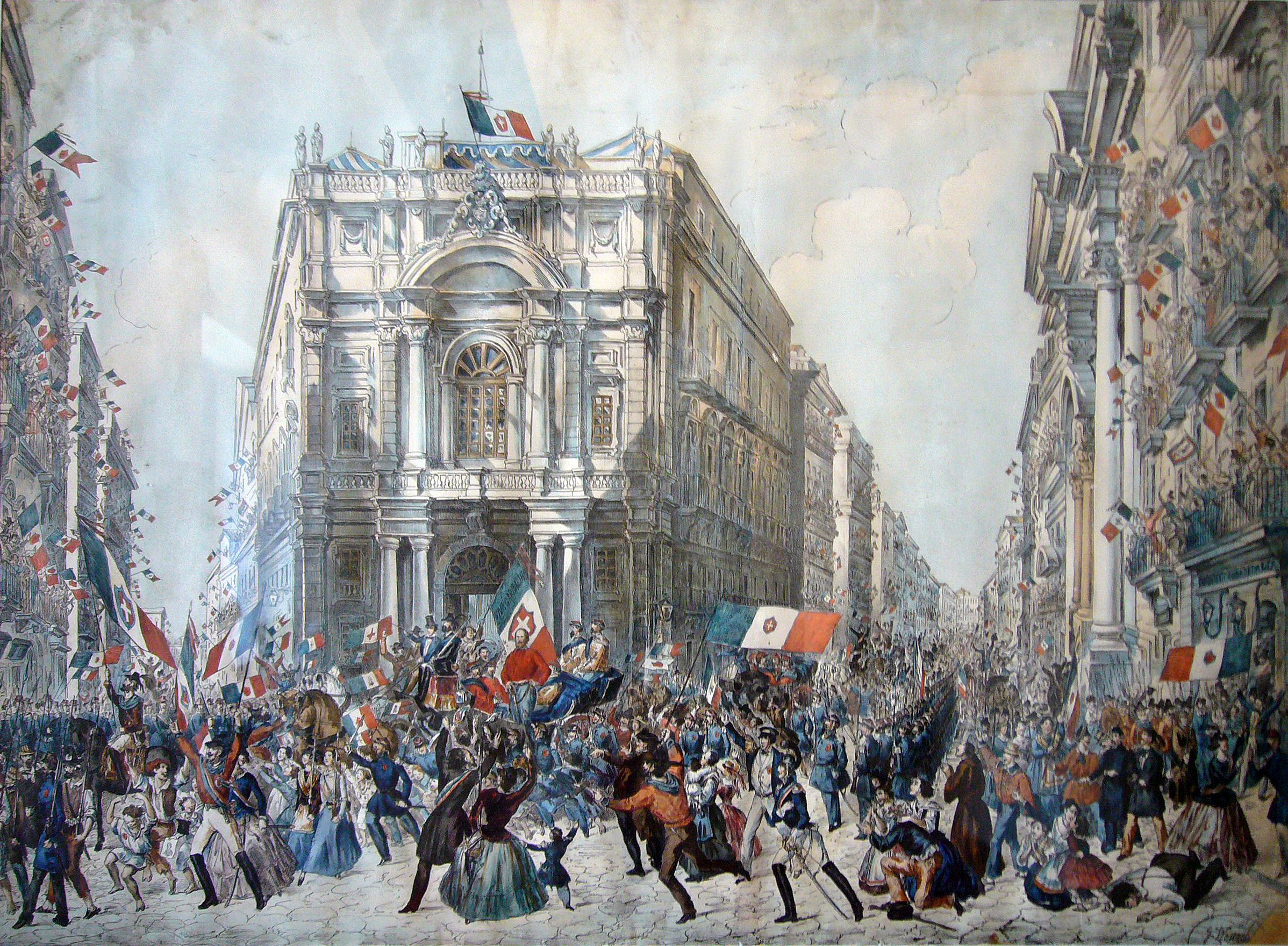
L'ingresso di Garibaldi a Napoli, il 7 settembre 1860, nell'attuale Piazza 7 settembre.

Scriveva, riguardo agli avvenimenti di quel periodo, lo stesso Romano nelle sue Memorie: «Fra tutti gli espedienti che si offrivano alla mia mente agitata per la gravezza del caso, un solo parsemi, se non di certa, almeno probabile riuscita; e lo tentai. Pensai prevenire le tristi opere dei camorristi, offrendo ai più influenti loro capi un mezzo di riabilitarsi; e così parsemi toglierli al partito del disordine, o almeno paralizzarne le tristi tendenze». Chiamato inizialmente a casa sua Salvatore De Crescenzo per offrirgli l'incarico, questi fu accompagnato per un secondo incontro in prefettura dal capintesta di Vicaria Aniello Ausiello. Fu creata, così, una «specie di guardia di pubblica sicurezza», tra i cui membri c'erano camorristi organizzati in compagnie e pattuglie, per controllare tutti i quartieri della capitale. Dopo un primo periodo di buon servizio però, i camorristi ricominciarono presto a commettere dei crimini, approfittando della carica in polizia, fino alla generale repressione avviata a novembre 1860 da Silvio Spaventa.

### L'attività politica nel Regno d'Italia
Romano ottenne da Garibaldi la conferma nel ruolo di ministro dell'Interno che tenne quindi fino al 24 settembre 1860, data in cui entrò a far parte del Consiglio di Luogotenenza, ove rimase fino alle sue dimissioni (12 marzo 1861) perché ebbe a scontrarsi con l'intransigenza dei vincitori come Agostino Bertani (che tentava di applicare provvedimenti impopolari come l'abolizione del gioco del Lotto) e Costantino Nigra.
Nel gennaio 1861 si tennero le prime elezioni politiche per il costituendo Regno d'Italia, e Liborio Romano venne eletto deputato, vincendo in otto diverse circoscrizioni. In quegli anni presenta una serie di interpellanze. Particolarmente vivace fu il suo intervento in aula a tutela della Zecca di Napoli avvenuto nella seduta del 12 luglio 1861 (atto n. 278):

### Gli ultimi anni e la morte
La sua esperienza parlamentare ebbe fine il 25 luglio 1865 e Romano si ritirò nella sua terra d'origine ove rimase fino alla morte, avvenuta il 17 luglio 1867 nella natia Patù, dove riposa, nella cappella di famiglia di fronte al Palazzo Romano.

## I rapporti con la camorra
Durante la spedizione dei Mille ebbe, secondo alcuni autori, rapporti con la camorra napoletana, «in virtù della sua organizzazione e del suo potere di controllo territoriale».
Il Romano, nonostante il suo ruolo, assegnò al capo indiscusso della camorra di allora, Salvatore De Crescenzo detto “Tore ‘e Crescienzo” e ai suoi affiliati, il compito del mantenimento dell'ordine pubblico nella capitale invitandoli ad entrare nella "Guardia cittadina", in cambio dell'amnistia incondizionata, di uno stipendio governativo e un "ruolo" pubblicamente riconosciuto. Tali eventi portarono il De Crescenzo ad essere considerato come "il più potente dei camorristi". In divisa, armati e con coccarda rossa, il De Crescenzo e i suoi uomini ebbero anche l'incarico di supervisionare il plebiscito di annessione, vigilando le urne a voto palese (21 ottobre 1860). 
Secondo la versione di Giuseppe Buttà, cappellano militare dell'esercito borbonico, «Dopo il Plebiscito, le violenze de' camorristi e dei garibaldini non ebbero più limiti: la gente onesta e pacifica non era più sicura né delle sue sostanze, né della vita, né dell'ordine […]. I camorristi padroni di ogni cosa viaggiavano gratis sulle ferrovie allora dello Stato, recando la corruzione e lo spavento nei paesi vicini.».
Romano, nelle sue memorie, ricorderà come questa decisione fu presa per evitare il pericolo di un saccheggio della città da parte della plebe urbana, approfittando del cambio di regime, già protagonista di tali violenze nel 1799 e nel 1848.
Così scriveva invece nel 1868 lo storico filo-borbonico Giacinto de' Sivo: «La rivoltura del '60 si dirà de' Camorristi, perché da questi goduta. [...] Il Comitato d'Ordine comandò s'abbattessero i Commissariati di polizia; e die' anzi prescritte le ore da durare il disordine. Camorristi e baldracche con coltelli, stochi, pistole e fucili correan le vie gridando Italia, Vittorio e Garibaldi […]. Seguitavanli monelli e paltonieri, per buscar qualcosa, gridando: Mora la polizia! Assalgono i Commissariati».
Lo scrittore francese Alexandre Dumas padre, testimone oculare della Spedizione dei Mille, dedicando a Romano un intero capitolo ed una completa scheda biografica nella sua cronaca epistolare Les Garibaldiens (Parigi, 1861, 1891) così scrive: “Don Liborio Romano,[...], non è una di quelle apparizioni passeggere che così spesso, in tempo di rivoluzioni, si affacciano all’orizzonte politico d’un popolo, sorrette nel loro movimento ascensionale dall’audacia personale o da un capriccio dello spirito popolare; lo studio perseverante e profondo delle scienze morali, un’antica e costante pratica degli affari, una somma di principii liberali e generosi messi alla prova dall’esilio e dalla prigione, hanno fatto, invece, di L. R. un uomo colto, un cittadino integro, uno dei lumi del foro napoletano, insomma l’uomo esimio nel quale oggi il paese ha riposto tutta la sua fiducia. In lui e nella sua casa, il passato è garanzia dell’avvenire. [...] A Liborio Romano fu offerta la prefettura di polizia. Era un posto difficile da tenere. [...] Un uomo meno puro vi avrebbe lasciato onore e popolarità; Romano superò i giorni difficili con la calma fermezza dell’uomo dabbene che non suppone nemmeno che di lui si possa sospettare [...]. Napoli, nel pieno della più grave agitazione, restò salva dai massacri del 1799; non una goccia di sangue fu versata; [...] Pochi giorni dopo [...] egli fu nominato, per la forza stessa della sua lealtà, ministro degli interni. Io lo incontrai mentre ancora ricopriva questa carica, diventata pericolosa in seguito ai progressi della reazione. [...] Secondo me un solo uomo era abbastanza popolare per garantire [...] la tranquillità di Napoli: Liborio Romano. [...] Garibaldi gli tese la mano e lo ringraziò di aver salvato il paese. Disse proprio così, ed era vero. Se alle porte e per le strade di Napoli non è stato sparso sangue, la città lo deve a Liborio Romano.”
In realtà, se è vero che Liborio Romano, chiamato dai Borbone al governo quando la situazione era disperata, si servì dei camorristi per mantenere l’ordine pubblico a Napoli (per evitare i saccheggi della plebaglia urbana) nella transizione dal regime borbonico alla dittatura di Garibaldi, è altrettanto vero che, poco tempo dopo, il ministro abruzzese Silvio Spaventa, esponente della Destra Storica, arrestò i capi di camorra più noti, deportandoli nelle carceri dell'isola di Ponza, non concedendo loro nessun privilegio (a causa del continuamento di atti delinquenziali). Il primo capo riconosciuto della camorra, nel 1861, fu Salvatore De Crescenzo, meglio conosciuto come "Tore 'e Crescienzo" già noto dal 1849 nelle cronache giudiziarie. In quell'anno aveva ferito gravemente un caporale di marina, Vincenzo Bornei e successivamente un altro camorrista, Sabato Balisciano. Sempre nel 1849, aveva poi ucciso un detenuto, Luigi Salvatore detto ‘de’ Zappari’.
Fu proprio a Ponza, nel 1861, che si ebbe la prima scissione all’interno della camorra, in occasione di un piano cospirativo contro il governo, organizzato da un gruppo formato dal parroco don Giuseppe Vitiello, da don Saverio Izzo, da Salvatore Califano, Salvatore Verde, Michelangelo Montella, Crescenzo Colonna, Davide Onorato, Salvatore Migliaccio e Raffaele Matera.
I camorristi richiusi nel carcere dell'isola di Ponza appoggiarono il piano, mandando a Napoli un messaggero con una lista di liberali, da consegnare al marchese del Tufo, referente dei reazionari napoletani.
Alcuni affiliati però si dissociarono, a causa anche di rivalità all’interno della camorra stessa. Fecero capire al dicastero dell’interno e alla polizia di essere in possesso di notizie importanti in grado di sventare il piano cospirativo, “previo un accordo interpersonale”.
Raffaele Manzi, vice ispettore di Porto, si recò a Ponza per interrogare i capi “scissionisti” Paquale Merolla, Pasquale Capozzi, Gaetano Merolla, Luigi Schiavetta e Antonio Lubrano. Grazie alle informazioni ricevute da costoro l’insurrezione fallì. I camorristi dissociati non ebbero però speranza di libertà, furono trasferiti infatti nel carcere di Castelcapuano.
La ritorsione del gruppo guidato da De Crescenzo arrivò il 3 ottobre 1861, quando nel carcere di Castelcapuano Antonio Lubrano detto “Totonno a Porta ‘e Massa”, non appena entrò nella sua sezione carceraria, venne ucciso con sette pugnalate inferte da alcuni detenuti, esecutori della sentenza di morte avente come mandante proprio Salvatore De Crescenzo.
Le commistioni tra camorra e istituzioni non erano una novità ma erano già ben presenti in epoca borbonica, come testimoniato dallo storico Marc Monnier:
«L’antica polizia era scomparsa; la Guardia Nazionale non esisteva ancora, la città era in balìa di sé medesima, e la canaglia sanfedista in aspettativa di un nuovo 15 maggio si preparava al saccheggio; aveva già preso in affitto delle botteghe (garantisco questo fatto) per deporvi il bottino. Trattavasi di salvar Napoli e Don Liborio Romano non sapeva più a qual santo raccomandarsi. Un generale borbonico lo consigliò ad imitare l’antico governo e (riproduco testualmente la frase) “a far ciò che esso faceva in caso di pericolo”. Don Liborio chiese alcune spiegazioni e seguì il consiglio del generale. Si gettò in braccio ai camorristi».
Oltretutto, occorre ricordare che i governi Borbonici ritenevano la camorra il minore dei mali (a differenza delle associazioni che volevano imporgli la costituzione) anzi, gli spiaceva se le forze dell'ordine mettevano in atto qualche azione contro di essa; del resto i camorristi riuscivano ad aiutare i cittadini in incombenze nelle quali magistratura e polizia ammettevano la propria disorganizzazione e impotenza. In qualunque sua manifestazione, la camorra è stata sempre generata dal malgoverno.
A partire dal 1825, con l'ascesa al trono di Francesco I, la polizia agì in perfetta collaborazione con la Bella Società Riformata.
Lo svizzero Mark Monnier, che nel 1863 dedicò un libro al fenomeno della camorra, riferì di aver visto alcuni documenti, dai quali risultava chiara la collusione fra Pubblica Sicurezza e Bella Società Riformata: ogni nuovo affiliato, all'indomani della sua ammissione alla cosca, offriva dieci piastre al commissario di Pubblica Sicurezza della zona e si impegnava a corrispondergli il trenta per cento dei suoi futuri ricavi; a sua volta il prefetto di polizia partecipava alle riunioni della Bella Società Riformata. Vittorio Paliotti scrive: Questa connivenza fra polizia e camorra può apparire assurda solo a chi ignori quali fossero le condizioni delle Due Sicilie durante il quinquennio in cui regnò Francesco I.
Il sovrano, il quale proteggeva alla luce del sole i ladri e i malviventi, consentì la trasformazione del palazzo reale in una vera e propria agenzia di collocamento. Il valletto del re, Michelangelo Viglia, e la cameriera della regina, Caterina De Simone, entrambi legati alla Bella Società Riformata, vendevano promozioni e favori ad una schiera di richiedenti che era sempre in aumento. I due servi della casa reale stabilirono anche le tariffe: quattrocento ducati per l'attribuzione di un vescovado, una somma pari a diciotto mensilità per un posto nella pubblica amministrazione, percentuali calcolate in base ai probabili futuri guadagni per un incarico di esattore delle tasse, e duecentocinquanta ducati per l'esenzione dal servizio militare. L'ipotesi che il Viglia e la De Simone dividessero col sovrano quegli illeciti introiti non è stata mai scartata.